# 忍者じゃじゃ丸くん 鬼斬忍法帖
『忍者じゃじゃ丸くん 鬼斬忍法帖』（にんじゃじゃじゃまるくん　おにぎりにんぽうちょう）はジャレコが1997年2月21日に発売したPlayStation用ソフト。忍者じゃじゃ丸くんシリーズの1つである。
サターン版は大幅な仕様変更や改良を行い『忍者じゃじゃ丸くん 鬼斬忍法帖・金（ゴールド）』として1997年10月9日に発売された。

## 概要
じゃじゃ丸くんを操作して3人称視点固定の3Dフィールドを手裏剣で敵を倒しつつ進み、姫を助け出すのが目的のアクションゲーム。
1995年にゲームデザインはゲームスタジオの遠藤雅伸が行いゲーム内の音楽を富樫明生が担当と発表されたが、度重なる発売延期を経て、ゲームスタジオと遠藤雅伸の名前は製作から消え、富樫明生もオープニングのみの参加となった。記者会見を行ったにもかかわらず、この件についてのオフィシャルなインフォメーションは一切無かった。
度重なる発売延期を経て1997年2月21日にプレイステーション版「忍者じゃじゃ丸 鬼斬忍法帖」が発売されるものの、オープニングムービーだが、ゲーム内の内容とかなり乖離している部分や、物をよけるミニゲームなのに操作するキャラクターが左右に動かせない、ポリゴンの処理落ちにより敵が目の前でいきなり現れてユーザーが対処できない等不備が多く、その評価は著しく低いものとなった。
販売元のジャレコはこのままサターン版を出すのは問題と考え、大幅な仕様変更を行い「忍者じゃじゃ丸くん 鬼斬忍法帖・金（ゴールド）」として1997年10月9日に発売した。プレイステーション版に比べるとゲームとして遊べるものになったものの、特に話題になる事は無かった。

## 登場キャラ
じゃじゃ丸
声 - 高乃麗
忍者じゃじゃ丸くんシリーズにおける主人公。

## 備考
セガサターン版『スーチーパイアドベンチャー ドキドキナイトメア』の序盤で、「忍者じゃじゃ丸くん 真鬼斬忍法帖」というミニゲームがある。

## 主題歌
- 「I'm Female,UR Male（JJM VERSION）」
  - 作詞:富樫明生、YUKO、G-FLEXX、オニタ・ブーン / 作曲:富樫明生 / 歌:LUV 2 SHY / 編曲:G-FLEXX

| スタブアイコン | サブスタブ | この項目は、まだ閲覧者の調べものの参照としては役立たない、コンピュータゲームに関連した書きかけの項目です。この項目を加筆・訂正などしてくださる協力者を求めています（P:コンピュータゲーム/PJ:コンピュータゲーム）。 |